# کارتسانو
کارتسانو (به ایتالیایی: Carezzano) یک کومونه در ایتالیا است که در استان آلساندریا واقع شده‌است.

## خصوصیات
کارتسانو ۱۰٫۳ کیلومترمربع مساحت و ۴۲۹ نفر جمعیت دارد و ۱۸۰ متر بالاتر از سطح دریا واقع شده‌است.